# 松波晴人
松波 晴人（まつなみ はるひと、1966年 - ）は、日本の新価値創造の実践者。
行動観察を日本に導入し、事業化した。大阪大学フォーサイト株式会社代表取締役。大阪大学共創機構招へい教授。

## 経歴
神戸大学工学部卒業、神戸大学大学院 工学研究科 修士課程修了、大阪ガス株式会社に入社。
コーネル大学 (Cornell University) College of Human Ecology（Master of Science）修了、 和歌山大学大学院システム工学研究科博士課程修了、工学博士。

## 著書
- 『ビジネスマンのための「行動観察」入門』（講談社、2011）
- 『行動観察の基本』（ダイヤモンド社、2014）
- 『ザ・ファースト・ペンギンス 新しい価値を生む方法論』（講談社、2018）

## 寄稿
- ハーバード・ビジネスレビュー：「行動観察×ビッグデータ特集」[5]
- wedge： 「ビジネス界と学術界の通訳で新価値の創造を促す！」[6]
- 日経ビジネス：行動観察でイノベーション　ファーストペンギンになるには？[7]